# Braojos de la Sierra
Braojos de la Sierra – niewielka miejscowość w centralnej Hiszpanii we wspólnocie autonomicznej Madryt, na północ od Madrytu, na zboczach gór Sierra de Guadarrama.

## Atrakcje turystyczne
- Kościół św. Wincentego męczennika (Iglesia de San Vicente Mártir) wybudowany w 1610 r., przebudowany w XVII wieku na styl barokowy
- Sanktuarium z XVII wieku